# Wingham, Ontario

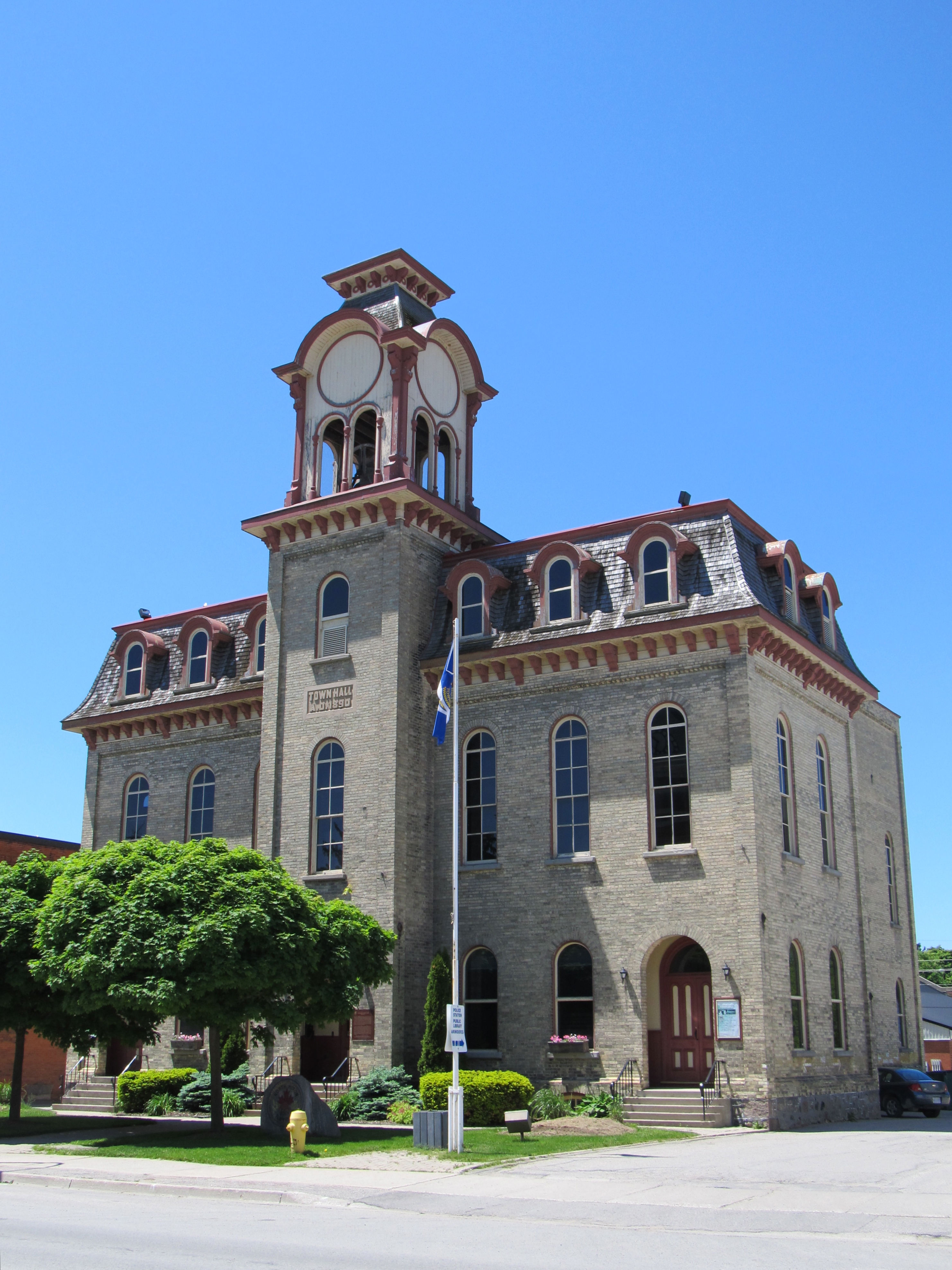
Wingham Town Hall

Wingham är en kommundel i North Huron och före detta kommun i Huron County i den kanadensiska provinsen Ontario. Nobelpristagaren i litteratur 2013 Alice Munro är uppvuxen i Wingham.